# Générateur électrostatique de Kelvin
Le générateur électrostatique de Kelvin est une machine électrostatique inventée par Lord Kelvin en 1867. Le système utilise un filet de gouttes d'eau afin de transférer des charges électrostatiques.

## Le système

Un schéma présentant le générateur électrostatique de Kelvin.

Le générateur électrostatique de Kelvin est schématisé dans l'image de droite. Un récipient surélevé contient de l'eau et comporte deux buses, libérant chacune un filet de gouttes d'eau. Deux anneaux proches des buses laissent passer les gouttes en leur centre, et sont reliés à deux seaux par des conducteurs croisés : l'anneau de gauche est relié au seau de droite et inversement.

## Fonctionnement
Une très faible charge dans l'une ou l'autre partie permet d'amorcer le dispositif. Supposons arbitrairement que l'anneau de droite soit chargé positivement. Par induction électrostatique, l'anneau va attirer les charges négatives du réservoir. Ces charges négatives sont transportées par les gouttes d'eau dans le seau de droite, qui va donc se charger négativement et charger négativement l'anneau de gauche.
Au fur et à mesure de l'écoulement des gouttes, une différence de potentiel va donc se créer entre les deux parties.
Lorsque les parties sont chargées, plusieurs effets sont visibles :
- une étincelle peut se produire entre les deux parties, réduisant ainsi la différence de potentiel ;
- les gouttes tombant à travers les anneaux et les anneaux eux-mêmes ont des charges contraires. Aussi, la trajectoire des gouttes est modifiée au passage des anneaux ;
- les gouttes tombant dans les seaux et les seaux eux-mêmes ont le même type de charge. Aussi, s'ils sont suffisamment chargés, les seaux repoussent les gouttes.

L'énergie permettant de générer le potentiel provient de l'énergie potentielle des gouttes d'eau. La plus grande partie de cette énergie est convertie en chaleur lors de la réception de la goutte dans le seau.